# Almuñécar
Almuñécar er en by og kommune i det sydøstlige Spanien i provinsen Granada. Den har et indbyggertal på 27.311 (2024) indbyggere.